# Danièle Debernard
Danielle Debernard, née le 21 juillet 1954 à Aime, est une skieuse alpine française originaire de La Plagne et spécialiste du slalom. Elle obtient d'excellents résultats dans toutes les disciplines. Elle a remporté 5 épreuves et obtenu 15 podiums sur le circuit de la Coupe du monde.
En 1972 à Sapporo, Danielle Debernard remporte la médaille d'argent du slalom et devient à 17 ans et 205 jours la plus jeune Française médaillée aux Jeux olympiques d'hiver. Elle a depuis été dépassée par Coline Mattel, puis Julia Pereira De Sousa Mabileau.
En 1976 à Innsbruck, elle est porte-drapeau pour la France. Elle s’adjuge la médaille de bronze dans le slalom géant. Il s'agit de la seule médaille obtenue par la délégation française durant ces Jeux olympiques.
A l'issue de sa carrière, elle a travaillé pour Rossignol et Salomon. Elle a été ensuite monitrice de ski pendant près de 20 ans à Avoriaz puis aux Gets, et membre actif de l'AISF pendant une dizaine d'années. Elle a été présidente et entraineuse d'Annemasse ski compétition.

## Palmarès

### Jeux olympiques d'hiver
| Épreuve / Édition | Descente | Slalom géant | Slalom |
| JO 1972 Sapporo   | —        | —            | Argent |
| JO 1976 Innsbruck | 5e       | Bronze       | 4e     |

### Championnats du monde
| Épreuve / Édition          | Descente | Slalom géant | Slalom  | Combiné |
| JO 1972 Sapporo            | —        | —            | Argent  | —       |
| Mondiaux 1974 Saint-Moritz | —        | —            | Abandon | —       |
| JO 1976 Innsbruck          | 5e       | Bronze       | 4e      | Argent  |

### Coupe du monde de ski alpin
- Meilleur résultat au classement général : 5e en 1976
  - 5 victoires : 2 géants et 3 slaloms

#### Saison par saison
- Coupe du monde 1971 :
  - Classement général : 18e
- Coupe du monde 1972 :
  - Classement général : 9e
    - 1 victoire en géant : Pra Loup I
    - 1 victoire en slalom : Pra Loup
- Coupe du monde 1973 :
  - Classement général : 13e
    - 1 victoire en slalom : Naeba
- Coupe du monde 1974 :
  - Classement général : 19e
- Coupe du monde 1975 :
  - Classement général : 14e
- Coupe du monde 1976 :
  - Classement général : 5e
    - 1 victoire en géant : Berchtesgaden
    - 1 victoire en slalom : Les Gets
- Coupe du monde 1977 :
  - Classement général : 23e
- Coupe du monde 1979 :
  - Classement général : 79e

### Arlberg-Kandahar
- Meilleur résultat : 3e place dans le slalom 1971 de l'Arlberg-Kandahar à Mürren

### Championnats de France
Elle a été 4 fois Championne de France : 
- Championne de France de Descente en 1976
- 2 fois Championne de France de Slalom Géant en 1972 et 1976
- Championne de France de Slalom en 1971

## Autres
Membre de l'École du ski français à la station de ski des Gets.